# Roberto Longo
Roberto Longo (9 de maio de 1953) é um matemático italiano, especialista em álgebra de operadores e teoria quântica de campos.

## Formação e carreira
Longo obteve um doutorado em matemática em 1975 na Universidade de Roma "La Sapienza", orientado por Sergio Doplicher, com a tese Tomita-Takesaki modular structure for AFD von Neumann algebras. Esteve no pós-doutorado de 1975 a 1977 no Consiglio Nazionale delle Ricerche (CNR). De 1978 a 1979 esteve na Universidade da Pensilvânia e foi pesquisador associado da Universidade da Califórnia em Berkeley. Na Universidade de Roma "La Sapienza" foi de 1978 a 1980 professor assistente e de 1980 a 1986 professor associado. Em 1986 foi full professor na Universidade de Roma Tor Vergata e diretor do Center for Mathematics and Theoretical Physics (CMTP).
Foi palestrante convidado do Congresso Internacional de Matemáticos em Zurique (1994).

## Publicações selecionadas
- Hislop, Peter D.; Longo, Roberto (1982). «Modular structure of the local algebras associated with the free massless scalar field theory». Communications in Mathematical Physics. 84 (1): 71–85. Bibcode:1982CMaPh..84...71H. doi:10.1007/BF01208372
- Doplicher, S.; Longo, R. (1984). «Standard and split inclusions of von Neumann algebras». Inventiones Mathematicae. 75 (3): 493–536. Bibcode:1984InMat..75..493D. ISSN 0020-9910. doi:10.1007/BF01388641
- Buchholz, Detlev; Doplicher, Sergio; Longo, Roberto (1986). «On Noether's theorem in quantum field theory». Annals of Physics. 170 (1): 1–17. Bibcode:1986AnPhy.170....1B. doi:10.1016/0003-4916(86)90086-2
- Longo, Roberto (1989). «Index of subfactors and statistics of quantum fields. I». Communications in Mathematical Physics. 126 (2): 217–247. Bibcode:1989CMaPh.126..217L. doi:10.1007/BF02125124
- Longo, Roberto (1990). «Index of subfactors and statistics of quantum fields». Communications in Mathematical Physics. 130 (2): 285–309. Bibcode:1990CMaPh.130..285L. doi:10.1007/BF02473354
- Brunetti, R.; Guido, D.; Longo, R. (1993). «Modular structure and duality in conformal quantum field theory». Communications in Mathematical Physics. 156 (1): 201–219. Bibcode:1993CMaPh.156..201B. arXiv:funct-an/9302008. doi:10.1007/BF02096738
- Longo, Roberto (1994). «A duality for Hopf algebras and for subfactors. I». Communications in Mathematical Physics. 159 (1): 133–150. Bibcode:1994CMaPh.159..133L. ISSN 0010-3616. doi:10.1007/BF02100488
- Guido, Daniele; Longo, Roberto (1995). «An algebraic spin and statistics theorem». Communications in Mathematical Physics. 172 (3): 517–533. Bibcode:1995CMaPh.172..517G. arXiv:funct-an/9406005. doi:10.1007/BF02101806
- Longo, R.; Rehren, K.-H. (1995). «Nets of Subfactors». Reviews in Mathematical Physics. 07 (4): 567–597. Bibcode:1995RvMaP...7..567L. arXiv:hep-th/9411077. doi:10.1142/S0129055X95000232
- Guido, Daniele; Longo, Roberto (1996). «The conformal spin and statistics theorem». Communications in Mathematical Physics. 181 (1): 11–35. Bibcode:1996CMaPh.181...11G. arXiv:hep-th/9505059. doi:10.1007/BF02101672
- Longo, Roberto; Roberts, John E. (1996). «A Theory of Dimension». Bibcode:1996funct.an..4008L. arXiv:funct-an/9604008
- Longo, Roberto (1997). «An Analogue of the Kac–Wakimoto Formula and Black Hole Conditional Entropy». Communications in Mathematical Physics. 186 (2): 451–479. Bibcode:1997CMaPh.186..451L. ISSN 0010-3616. arXiv:gr-qc/9605073. doi:10.1007/s002200050116
- Izumi, Masaki; Longo, Roberto; Popa, Sorin (1998). «A Galois Correspondence for Compact Groups of Automorphisms of von Neumann Algebras with a Generalization to Kac Algebras». Journal of Functional Analysis. 155: 25–63. doi:10.1006/jfan.1997.3228
- Guido, D.; Longo, R.; Wiesbrock, H.-W. (1998). «Extensions of Conformal Nets and Superselection Structures». Communications in Mathematical Physics. 192 (1): 217–244. Bibcode:1998CMaPh.192..217G. ISSN 0010-3616. arXiv:hep-th/9703129. doi:10.1007/s002200050297
- Kawahigashi, Yasuyuki; Longo, Roberto; Müger, Michael (2001). «Multi-Interval Subfactors and Modularity of Representations in Conformal Field Theory». Communications in Mathematical Physics. 219 (3): 631–669. Bibcode:2001CMaPh.219..631K. arXiv:math/9903104. doi:10.1007/PL00005565
- Brunetti, R.; Guido, D.; Longo, R. (2002). «Modular Localization and Wigner Particles». Reviews in Mathematical Physics. 14 (7n08): 759–785. Bibcode:2002RvMaP..14..759B. arXiv:math-ph/0203021. doi:10.1142/S0129055X02001387
- Kawahigashi, Yasuyuki; Longo, Roberto (2004). «Classification of Local Conformal Nets. Case c < 1». Annals of Mathematics. 160 (2): 493–522. JSTOR 3597221. doi:10.4007/annals.2004.160.493